# Глибне (зупинний пункт)
Гли́бне — пасажирський залізничний зупинний пункт Сумської дирекції Південної залізниці на лінії Баси — Пушкарне.
Розташований у селі Глибне Краснопільського району Сумської області між станціями Золотницький (4 км) та Корчаківка (4 км).
На платформі зупиняються приміські поїзди.